# Mariam Soulakiotis
Mariam Soulakiotis, in greco moderno Μαριάμ Σουλακιώτη, nata Marina Soulakiotou, in greco moderno: Μαριάμ Σουλακιώτη, detta Madre Rasputin (1883 – 23 novembre 1954), è stata una serial killer e badessa greca.
È stata soprannominata dalla stampa “Madre Rasputin”, in greco moderno: Η γυναίκα Ρασπούτιν
Arrestata nel dicembre 1950 e nel febbraio 1951, fu accusata dalle autorità greche di omicidio, frode, falsificazione di testamenti, ricatto e tortura. Condannata per vari reati nel 1952, morì prigioniera nel 1954.

## Biografia
Cresciuta in povertà, lavorò in una fattoria fino all'età di ventitré anni, quando si unì a una setta dissidente da quella ufficiale (i nuovi calendaristi), il ramo più radicale del movimento matteita. Nel 1927 collaborò alla fondazione del monastero di Nostra Signora Pefkovounogiatríssa (Μονή Παναγίας Πευκοβουνογιατρίσσης), vicino a Keratea, in Grecia, insieme al vescovo scismatico Matthew Karpathakis di Vresthena che la incaricò di reperire fondi.
I primi sospetti sulle sue attività illegali nacquero quando la figlia di una delle sue vittime sporse denuncia, sostenendo che la badessa aveva estorto denaro alla madre. In seguito ad altre attività sospette la polizia perquisì il convento nel 1950 trovandovi 46 bambini e molte anziane donne nude e malnutrite oltre a 177 cadaveri di donne.
Il presunto modus operandi di Mariam Soulakiotis consisteva nell'incoraggiare donne facoltose a entrare nel monastero, per poi torturarle fino a quando non donavano i loro beni al monastero; una volta che il denaro era stato donato, lei se ne appropriava e, in alcuni casi, uccideva la donatrice.

## Morte
È deceduta in prigione ed è stata sepolta nel monastero accanto a Matthew Karpathakis.